# Kim Hill
Kimberly Allise "Kim" Hill (Syracuse, Nueva York; 14 de enero de 1972) es una cantautora estadounidense de soul, más conocida por haber formado parte de la banda The Black Eyed Peas en sus dos primeros álbumes.

## Trayectoria
Fue componente de The Black Eyed Peas en los dos primeros álbumes hasta el año 2002, cuando decidió abandonar la banda debido a diferencias de perspectivas de su imagen como artista con Interescope Records, la discográfica del grupo por aquel entonces.
Desde entonces, ha realizado su carrera en solitario, lanzando su álbum debut, Okada Taxi, en 2007. Es conocida por sus comentarios [¿cuál?]acerca del cuerpo femenino durante sus presentaciones.[cita requerida]

## Discografía

### En solitario
- Surrender to Her Sunflower (2000, Up Above)
- Suga Hill (2003, One bRave inDian)
- Okada Taxi (2007, Concrete Grooves)

### Con The Black Eyed Peas
- Behind the Front (1998, Interscope)
- Bridging the Gap (2000, Interscope)